# Gare de Bissegem
La gare de Bissegem (en néerlandais : station Bissegem) est une gare ferroviaire belge de la ligne 69 de Y Courtrai-Ouest à Poperinge située à Bissegem, section de la ville de Courtrai, en Région flamande dans la province de Flandre-Occidentale.
Elle est mise en service en 1853 par la Société des chemins de fer de la Flandre-Occidentale (FO). 
C'est une halte voyageurs de la Société nationale des chemins de fer belges (SNCB) desservie par des trains InterCity (IC) et Heure de pointe (P).

## Situation ferroviaire

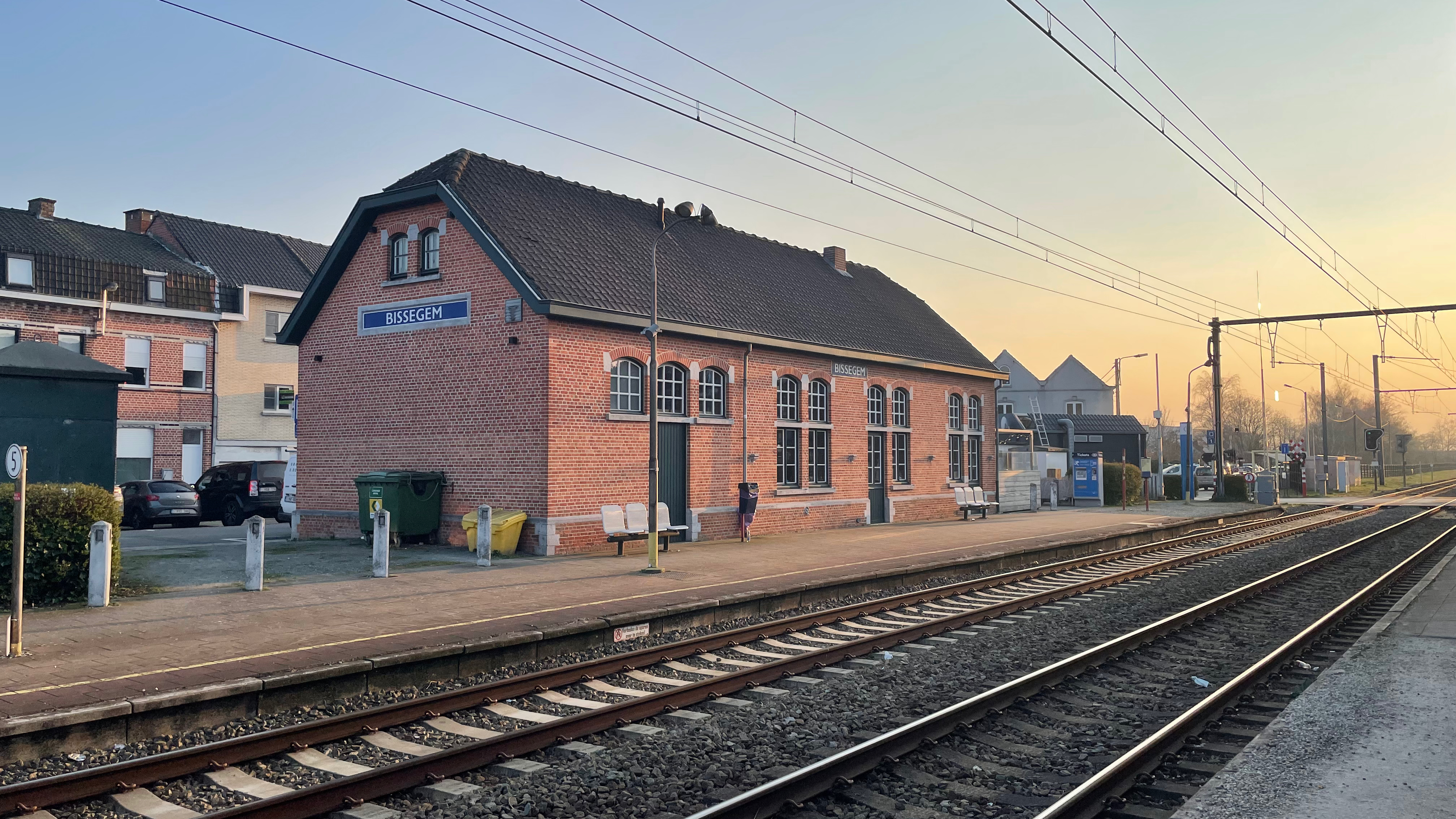
Intérieur de la gare (2024).

Établie à 17 mètres d'altitude, la gare de Bissegem est située au point kilométrique (PK) 1,800 de la ligne 69 de Y Courtrai-Ouest à Poperinge, entre l'embranchement de Courtrai-Ouest et la gare de Wevelgem. L'ancienne halte de Courtrai-Ouest s'intercalait avant l'embranchement sur la ligne 66 qui permet de rejoindre la gare de Courtrai.

## Histoire
La gare de Bissegem est mise en service le 15 janvier 1853, par la Société des chemins de fer de la Flandre-Occidentale (FO), lorsqu'elle ouvre à l'exploitation la section de Courtrai à Wervicq de la ligne de Courtrai à Poperinge.
Le bâtiment, de type "reconstruction", date de 1924. Après sa fermeture, il devient un magasin d'alimentation puis un café.

## Service des voyageurs

### Accueil
Halte SNCB, c'est un point d'arrêt non géré (PANG) à accès libre.
La traversée des voies et le passage d'un quai à l'autre s'effectuent par le passage à niveau routier situé au bout des quais.

### Desserte
Bissegem est desservie par des trains InterCity (IC) et Heure de pointe (P) de la SNCB, qui effectuent des missions sur la commerciale ligne 69 (Courtrai - Poperinge).
En semaine, comme les week-ends, la gare possède une desserte régulière cadencée à l’heure : des trains IC-04 effectuant le trajet Poperinge - Courtrai - Gand - Saint-Nicolas - Anvers-Central.
Quelques trains supplémentaires d'heure de pointe se rajoutent en semaine :
- deux trains P de Poperinge à Schaerbeek (le matin) ;
- un train P dans chaque sens entre Poperinge et Courtrai (le matin) ;
- deux trains P de Schaerbeek à Poperinge (l’après-midi) ;
- un train P dans chaque sens entre Poperinge et Courtrai (l’après-midi).

Le dimanche soir, en période scolaire, un unique train P relie Poperinge à Sint-Joris-Weert (près de Louvain).

### Intermodalité
Le stationnement des véhicules est possible à proximité.

## Comptage voyageurs
Ce graphique et tableau montre le nombre de voyageurs embarquant en moyenne durant la semaine, le samedi et le dimanche.
| Nombre de passagers qui embarquent à la gare de Bissegem | Nombre de passagers qui embarquent à la gare de Bissegem | Nombre de passagers qui embarquent à la gare de Bissegem | Nombre de passagers qui embarquent à la gare de Bissegem |
|                                                          | Semaine                                                  | Samedi                                                   | Dimanche                                                 |
| -------------------------------------------------------- | -------------------------------------------------------- | -------------------------------------------------------- | -------------------------------------------------------- |
| 1977                                                     | 179                                                      | 29                                                       | 20                                                       |
| 1978                                                     | 162                                                      | 27                                                       | 31                                                       |
| 1979                                                     | 211                                                      | 28                                                       | 31                                                       |
| 1980                                                     | 188                                                      | 24                                                       | 44                                                       |
| 1981                                                     | 182                                                      | 29                                                       | 33                                                       |
| 1982                                                     | 205                                                      | 32                                                       | 28                                                       |
| 1983                                                     | 168                                                      | 27                                                       | 27                                                       |
| 1984                                                     | 148                                                      | 24                                                       | 36                                                       |
| 1985                                                     | 145                                                      | 34                                                       | 35                                                       |
| 1986                                                     | 115                                                      | 18                                                       | 23                                                       |
| 1987                                                     | 121                                                      | 22                                                       | 38                                                       |
| 1988                                                     | 155                                                      | 35                                                       | 38                                                       |
| 1989                                                     | 136                                                      | 34                                                       | 35                                                       |
| 1990                                                     | 132                                                      | 34                                                       | 73                                                       |
| 1991                                                     | 145                                                      | 47                                                       | 110                                                      |
| 1992                                                     | 124                                                      | 40                                                       | 58                                                       |
| 1993                                                     | 127                                                      | 49                                                       | 112                                                      |
| 1994                                                     | 147                                                      | 44                                                       | 91                                                       |
| 1995                                                     | 132                                                      | 50                                                       | 67                                                       |
| 1996                                                     | 155                                                      | 42                                                       | 96                                                       |
| 1997                                                     | 137                                                      | 45                                                       | 59                                                       |
| 1998                                                     | 133                                                      | 38                                                       | 46                                                       |
| 1999                                                     | 116                                                      | 56                                                       | 72                                                       |
| 2000                                                     | 143                                                      | 40                                                       | 92                                                       |
| 2001                                                     | 140                                                      | 36                                                       | 68                                                       |
| 2002                                                     | 130                                                      | 44                                                       | 64                                                       |
| 2003                                                     | 148                                                      | 53                                                       | 78                                                       |
| 2004                                                     | 118                                                      | 58                                                       | 55                                                       |
| 2005                                                     | 128                                                      | 49                                                       | 85                                                       |
| 2006                                                     | 129                                                      | 43                                                       | 48                                                       |
| 2007                                                     | 141                                                      | 50                                                       | 128                                                      |
| 2008                                                     | -                                                        | -                                                        | -                                                        |
| 2009                                                     | 148                                                      | 47                                                       | 53                                                       |
| 2010                                                     | -                                                        | -                                                        | -                                                        |
| 2011                                                     | -                                                        | -                                                        | -                                                        |
| 2012                                                     | 154                                                      | 71                                                       | 71                                                       |
| 2013                                                     | 185                                                      | 57                                                       | 50                                                       |
| 2014                                                     | 175                                                      | 37                                                       | 77                                                       |
| 2015                                                     | 172                                                      | 69                                                       | 88                                                       |
| 2016                                                     | 203                                                      | 76                                                       | 109                                                      |
| 2017                                                     | 221                                                      | 86                                                       | 158                                                      |
| 2018                                                     | 232                                                      | 137                                                      | 160                                                      |
| 2019                                                     | 272                                                      | 85                                                       | 131                                                      |
| 2020                                                     | 230                                                      | 72                                                       | 67                                                       |
| 2021                                                     | -                                                        | -                                                        | -                                                        |
| 2022                                                     | 239                                                      | 104                                                      | 226                                                      |
| 2023                                                     | 290                                                      | 191                                                      | 223                                                      |
| 2024                                                     | 250                                                      | 110                                                      | 80                                                       |

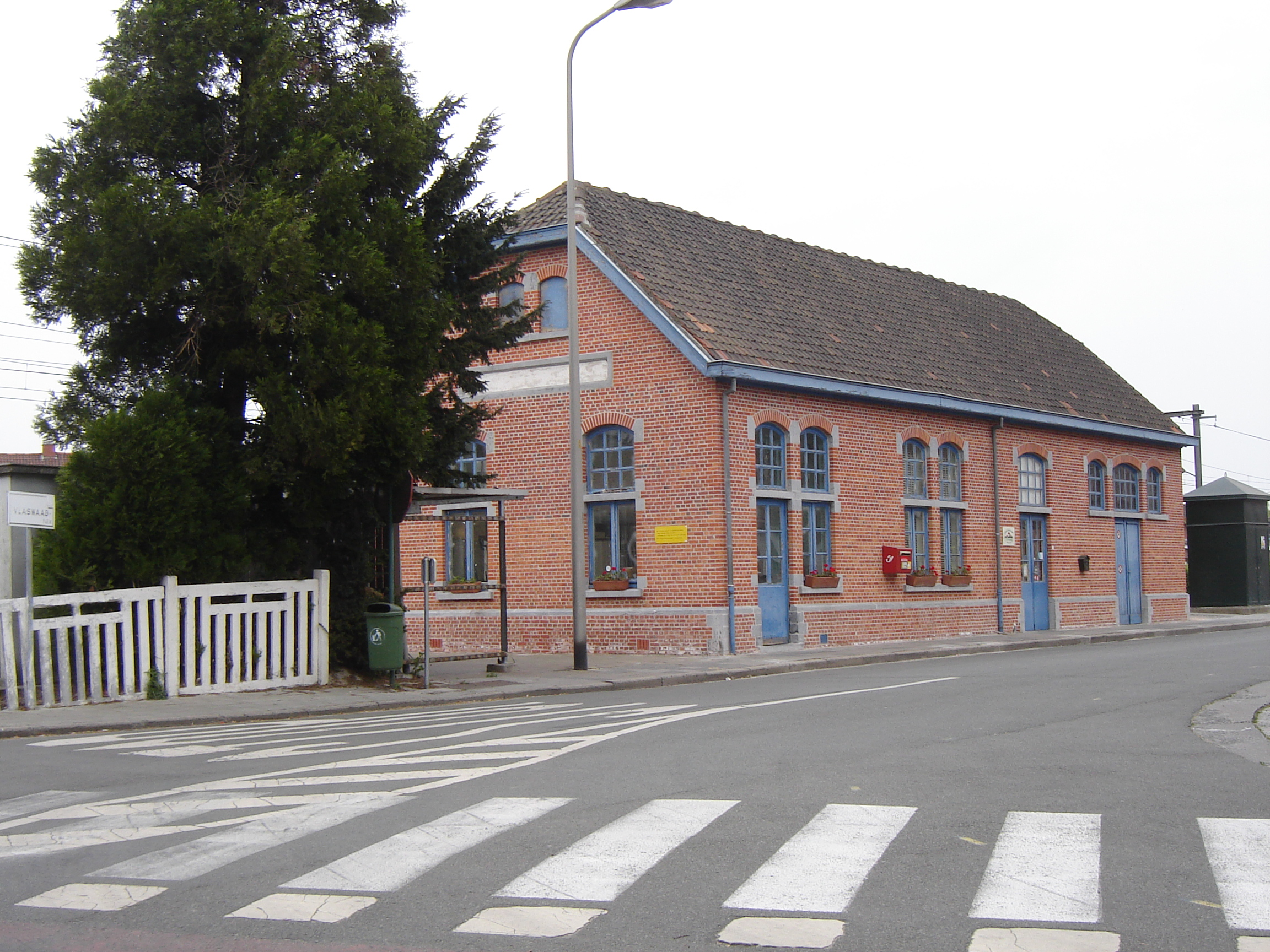
Ancien bâtiment voyageurs.
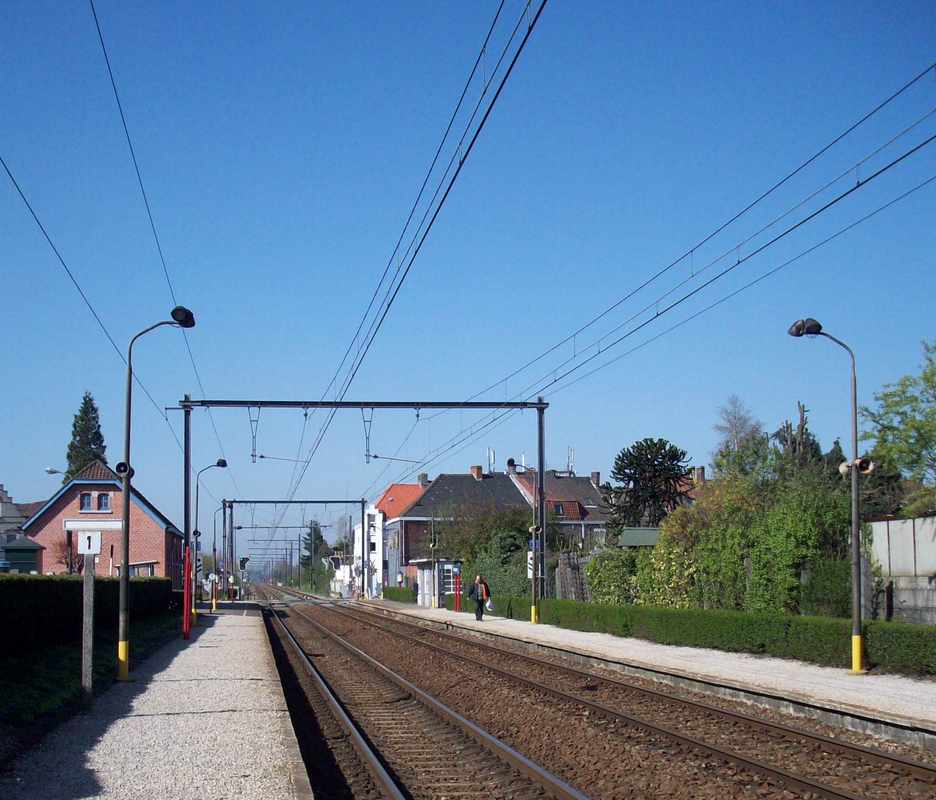
Voies et quais.
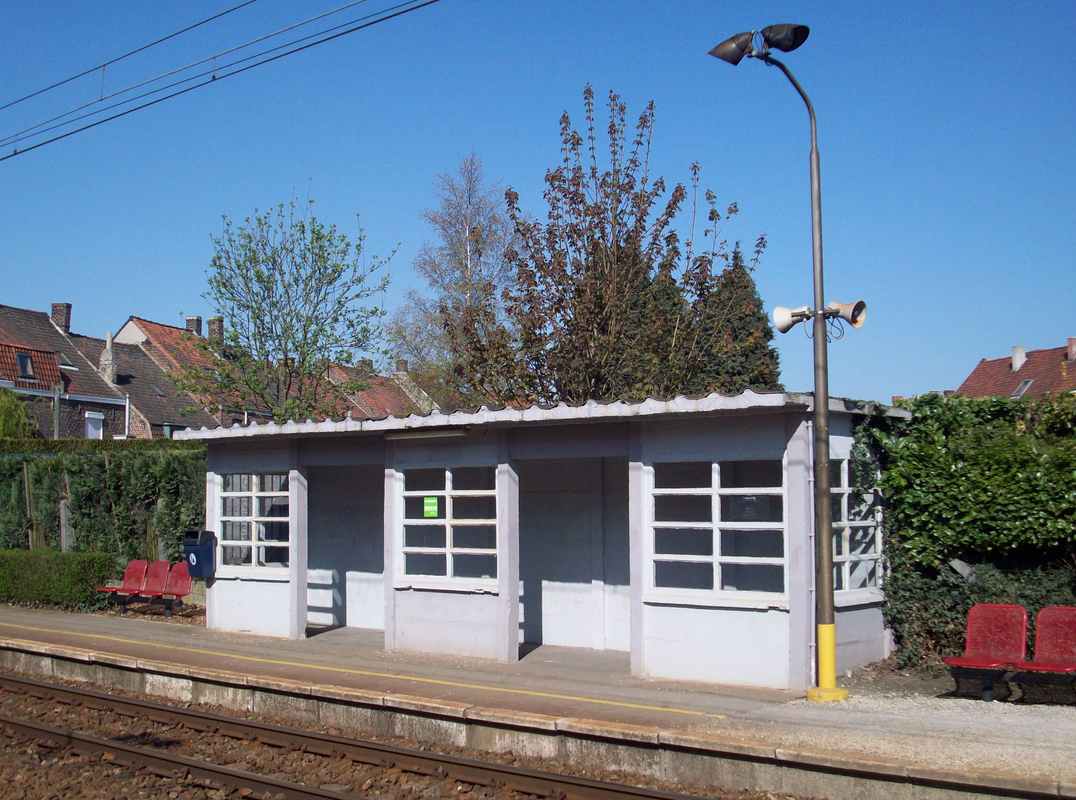
Abri de quai.